# Nastro d’Argento/Bester Hauptdarsteller
Nastro d’Argento: Beste Hauptdarsteller (Nastro d’Argento alla migliore attore protagonista)
Dieser Filmpreis wird seit 1946 vom italienischen Filmkritikerverband (Sindacato Nazionale Giornalisti Cinematografici Italiani, SNGCI) vergeben.
| Jahr | Preisträger                                                                         | Filmtitel                                                                    |
| ---- | ----------------------------------------------------------------------------------- | ---------------------------------------------------------------------------- |
| 1946 | Andrea Checchi                                                                      | Due lettere anonime                                                          |
| 1947 | Amedeo Nazzari                                                                      | Il Bandito                                                                   |
| 1948 | Vittorio De Sica                                                                    | Cuore                                                                        |
| 1949 | Massimo Girotti                                                                     | In nome della legge                                                          |
| 1950 | nicht verliehen                                                                     |                                                                              |
| 1951 | Aldo Fabrizi                                                                        | Der Göttergatte                                                              |
| 1952 | Totò                                                                                | Räuber und Gendarm                                                           |
| 1953 | Renato Rascel                                                                       | Der Mantel                                                                   |
| 1954 | Nino Taranto                                                                        | Anni facili                                                                  |
| 1955 | Marcello Mastroianni                                                                | Giorni d'amore                                                               |
| 1956 | Alberto Sordi                                                                       | Lo scapolo                                                                   |
| 1957 | nicht verliehen                                                                     |                                                                              |
| 1958 | Marcello Mastroianni                                                                | Weiße Nächte                                                                 |
| 1959 | Vittorio Gassman                                                                    | Diebe haben’s schwer                                                         |
| 1960 | Alberto Sordi                                                                       | Man nannte es den großen Krieg                                               |
| 1961 | Marcello Mastroianni                                                                | Das süße Leben                                                               |
| 1962 | Marcello Mastroianni                                                                | Scheidung auf italienisch                                                    |
| 1963 | Vittorio Gassman                                                                    | Verliebt in scharfe Kurven                                                   |
| 1964 | Ugo Tognazzi                                                                        | Die Bienenkönigin                                                            |
| 1965 | Saro Urzì                                                                           | Sedotta e abbandonata                                                        |
| 1966 | Nino Manfredi                                                                       | Questa volta parliamo di uomini                                              |
| 1967 | Totò                                                                                | Große Vögel, kleine Vögel                                                    |
| 1968 | Gian Maria Volonté                                                                  | Zwei Särge auf Bestellung                                                    |
| 1969 | Ugo Tognazzi                                                                        | La Bambolona – die große Puppe                                               |
| 1970 | Nino Manfredi                                                                       | Nell'anno del Signore                                                        |
| 1971 | Gian Maria Volonté                                                                  | Ermittlungen gegen einen über jeden Verdacht erhabenen Bürger                |
| 1972 | Riccardo Cucciolla                                                                  | Sacco e Vanzetti                                                             |
| 1973 | Giancarlo Giannini                                                                  | Mimi, in seiner Ehre gekränkt                                                |
| 1974 | Giancarlo Giannini                                                                  | Liebe und Anarchie                                                           |
| 1975 | Vittorio Gassman                                                                    | Der Duft der Frauen (Profumo di donna)                                       |
| 1976 | Michele Placido                                                                     | Triumphmarsch (Marcia trionfale)                                             |
| 1977 | Alberto Sordi                                                                       | Un borghese piccolo piccolo                                                  |
| 1978 | Nino Manfredi                                                                       | In nome del papa re                                                          |
| 1979 | Flavio Bucci                                                                        | Ligabue                                                                      |
| 1980 | Nino Manfredi                                                                       | Café Express                                                                 |
| 1981 | Vittorio Mezzogiorno                                                                | Drei Brüder (Tre fratelli)                                                   |
| 1982 | Ugo Tognazzi                                                                        | Die Tragödie eines lächerlichen Mannes                                       |
| 1983 | Francesco Nuti                                                                      | Ich, Chiara und der Finstere                                                 |
| 1984 | Carlo Delle Piane                                                                   | Una gita scolastica                                                          |
| 1985 | Michele Placido                                                                     | Pizza Connection                                                             |
| 1986 | Marcello Mastroianni                                                                | Ginger und Fred                                                              |
| 1987 | Roberto Benigni                                                                     | Down by Law (in Englischer Sprache)                                          |
| 1988 | Marcello Mastroianni                                                                | Schwarze Augen                                                               |
| 1989 | Gian Maria Volonté                                                                  | Abyss – Abgrund des Todes (in Französischer Sprache)                         |
| 1990 | Vittorio Gassman                                                                    | Lo zio indegno                                                               |
| 1991 | Marcello Mastroianni                                                                | Verso sera                                                                   |
| 1992 | Roberto Benigni                                                                     | Zahnstocher-Johnny (Johnny Stecchino)                                        |
| 1993 | Diego Abatantuono                                                                   | Puerto Escondido                                                             |
| 1994 | Paolo Villaggio                                                                     | Il segreto del bosco vecchio                                                 |
| 1995 | Alessandro Haber                                                                    | La vera vita di Antonio H.                                                   |
| 1996 | Sergio Castellitto                                                                  | Der Mann, der die Sterne macht (L’uomo delle stelle)                         |
| 1997 | Leonardo Pieraccioni                                                                | Amore Amore (Il ciclone)                                                     |
| 1998 | Roberto Benigni                                                                     | Das Leben ist schön (La vita è bella)                                        |
| 1999 | Giancarlo Giannini                                                                  | La stanza dello scirocco                                                     |
| 2000 | Silvio Orlando                                                                      | Ich liebe das Rauschen des Meeres (Preferisco il rumore del mare)            |
| 2001 | Stefano Accorsi                                                                     | Die Ahnungslosen (Le fate ignoranti)                                         |
| 2002 | Sergio Castellitto                                                                  | L'ora di religione                                                           |
| 2003 | Neri Marcorè und Gigi Proietti                                                      | Il cuore altrove und Febbre da cavallo - La mandrakata                       |
| 2004 | Alessio Boni, Fabrizio Gifuni, Luigi Lo Cascio, Andrea Tidona und Roberto Herlitzka | Die besten Jahre (La meglio gioventù) Buongiorno, notte – Der Fall Aldo Moro |
| 2005 | Toni Servillo                                                                       | Le conseguenze dell'amore                                                    |
| 2006 | Pierfrancesco Favino, Kim Rossi Stuart, Claudio Santamaria                          | Romanzo criminale                                                            |
| 2007 | Silvio Orlando                                                                      | Der Italiener                                                                |
| 2008 | Toni Servillo                                                                       | La ragazza del lago                                                          |
| 2009 | Toni Servillo                                                                       | Il Divo                                                                      |
| 2010 | Elio Germano und Christian De Sica                                                  | La nostra vita und Il figlio più piccolo                                     |
| 2011 | Kim Rossi Stuart                                                                    | Engel des Bösen – Die Geschichte eines Staatsfeindes                         |
| 2012 | Pierfrancesco Favino                                                                | ACAB – All Cops Are Bastards und Romanzo di una strage                       |
| 2013 | Aniello Arena                                                                       | Reality                                                                      |
| 2014 | Fabrizio Bentivoglio und Fabrizio Gifuni                                            | Il capitale umano                                                            |
| 2015 | Alessandro Gassman                                                                  | Il nome del figlio und I nostri ragazzi                                      |
| 2016 | Stefano Accorsi                                                                     | Veloce come il vento – Giulias großes Rennen (Veloce come il vento)          |
| 2017 | Renato Carpentieri                                                                  | La Tenerezza – Die Zärtlichkeit (La tenerezza)                               |
| 2018 | Marcello Fonte und Edoardo Pesce                                                    | Dogman                                                                       |